# (15679) 1981 DA1
A (15679) 1981 DA1 a Naprendszer kisbolygóövében található aszteroida. Schelte J. Bus fedezte fel 1981. február 28-án.